# Volkswagen Race Touareg 2
La Volkswagen Race Touareg 2 è un buggy da competizione costruita dalla scuderia tedesca Volkswagen secondo le norme del gruppo T1 (veicoli fuoristrada prototipi) dal 2007 al 2010 per partecipare a varie competizioni nell'ambito del rally raid, tra le quali il Rally Dakar e la coppa del mondo rally raid.

## Palmarès
- 2 Rally Dakar 2009[2], 2010[3]
- 1 Rally dell'Europa centrale 2008[4]